# Fox Tor
Fox Tor è un tor presente a Dartmoor nella contea di Devon, Inghilterra.
A circa 500 m dal tor si trova la Childe's Tomb - secondo la leggenda locale luogo di riposo eterno di Childe il Cacciatore.
A circa 800 metri da questo punto, in direzione Nord-Nordest si trovano i resti della Foxtor Farm, utilizzata da Eden Phillpotts come uno degli ambienti principali della sua novella del 1904 dal titolo The American Prisoner, e per il successivo film realizzato nel 1929.
Il Little Fox Tor, noto come Giovane Tor, si trova a 500 metri di distanza a est da questo punto.
A circa 1 km a nord-est del tor si trova una terra paludosa nota come Fox Tor Mires che si dice che abbia ispirato la creazione del fittizio Grimpen Mire per il racconto Il mastino di Baskerville di Sir Arthur Conan Doyle.
Si trova un altro Fox Tor a Dartmoor, sulla riva occidentale del fiume Tavy. Un altro è posto presso Lewannick.